# 토미타 미유
토미타 미유(일본어: 富田 美憂 とみた みゆ[*], 1999년 11월 15일 ~ )는 일본의 성우. 사이타마현 출신. 아뮤즈 소속.

## 필모그래피
- 메이드 인 어비스: 깊은 영혼의 여명
- 황야의 코토부키 비행대 완전판
- 메이드 인 어비스: 여행의 새벽
- 메이드 인 어비스: 방랑하는 황혼